# Краснянка (Білоцерківський район)
Красня́нка — село в Україні, у Сквирській міській громаді Білоцерківського району Київської області. Населення становить 42 особи.

## Географія
Через село тече річка Новосілка, ліва притока Роставиці.

## Історія
Поселення існувало як слобода вже у першій половині XIX століття, належало поміщику Валентію Абромовичу.
Парафіяльна церква Зачаття святої Анни у селі Рогізна.

## Населення

### Мова
Розподіл населення за рідною мовою за даними перепису 2001 року:
| Мова       | Кількість | Відсоток |
| ---------- | --------- | -------- |
| українська | 41        | 97.62%   |
| російська  | 1         | 2.38%    |
| Усього     | 42        | 100%     |